# Michal Kalecki
Michał Kalecki (AFI: [ˈmixau̯ kaˈlɛt͡ski]; Lodz, 22 de junho de 1899 — Varsóvia, 18 de abril de 1970) foi um economista marxista polonês, especializado em macroeconomia.
Na maior parte da sua vida, ele trabalhou no Instituto de Pesquisas de Conjuntura Econômica e Preços de Varsóvia.  Foi professor da  London School of Economics, Universidade de Cambridge, Universidade de Oxford e  da Escola de Economia de Varsóvia.
Foi também  assessor econômico dos governos de  Cuba, Israel, México e India. Foi também vice-diretor do Departamento de Assuntos Econômicos  das Nações Unidas, em Nova York. 
Kalecki foi considerado "um dos economistas mais ilustres do século 20" e "provavelmente o mais original". Afirma-se frequentemente que ele desenvolveu muitas das mesmas ideias que John Maynard Keynes antes de Keynes, mas que permaneceu muito menos conhecido no mundo de língua inglesa. Ele ofereceu uma síntese que integrou a análise de classe marxista e a nova literatura sobre a teoria do oligopólio, e o seu trabalho teve uma influência significativa nas escolas de pensamento econômico neomarxista (capital monopolista) e pós-keynesiana. Ele foi um dos primeiros macroeconomistas a aplicar modelos matemáticos e dados estatísticos a questões econômicas. Sendo também um economista político e uma pessoa de convicções socialistas, Kalecki enfatizou os aspectos sociais e as consequências das políticas económicas.
Kalecki fez importantes contribuições teóricas e práticas nas áreas do ciclo econômico, crescimento, pleno emprego, distribuição de renda, ciclo de expansão política, economia oligopolística e risco. Entre seus outros interesses significativos estavam questões monetárias, desenvolvimento econômico, finanças, juros e inflação. Em 1970, Kalecki foi nomeado para o Prêmio Nobel Memorial de Economia, mas morreu no mesmo ano.

## Biografia

### Primeiros anos: 1899-1933
Michał Kalecki nasceu em 22 de junho de 1899 em Łódź, no Reino da Polônia, então parte do Império Russo. As informações sobre seus primeiros anos são muito escassas, parte delas perdidas durante a ocupação nazista, mas ele cresceu em um grande centro industrial com trabalho turbulento, o que afetou suas visões futuras. Em 1917, Kalecki matriculou-se na Universidade de Varsóvia para estudar engenharia civil. Ele foi um aluno muito competente e formalizou uma generalização do teorema de Pascal, referente a um hexágono desenhado dentro de uma curva de segundo grau: Kalecki generalizou-o para um polígono de 2n lados.
Como seu pai faliu uma pequena oficina têxtil, Kalecki foi forçado a trabalhar como contador. Durante o seu primeiro ano em Varsóvia, ele continuou a trabalhar de forma esporádica e precária. Após terminar o primeiro ano de estudos de engenharia, teve que interromper os estudos de 1918 a 1921 para cumprir o serviço militar. Ao deixar o serviço militar ingressou na Universidade de Gdańsk, onde permaneceu até 1923, mas devido à situação financeira da família teve que deixar a instituição pouco antes de se formar.i
Durante esses anos, ele abordou pela primeira vez a economia, embora de forma informal. Ele leu principalmente obras "pouco ortodoxas", especialmente as de Mikhail Tugan-Baranovsky e Rosa Luxemburgo. Anos mais tarde, influenciaram alguns de seus escritos relacionados ao crescimento potencial de um sistema capitalista.
Tendo que ingressar no mercado de trabalho em tempo integral, Kalecki abandonou definitivamente os estudos formais. Seu primeiro trabalho foi coletar dados sobre empresas que buscavam crédito. Neste mesmo período, tentou, sem sucesso, abrir um jornal, mas acabou por escrever artigos para dois periódicos existentes, Polska gospodarcza ('Polônia Econômicas) e Przegląd gospodarczy ('A analise econômica'). Provavelmente ao escrever estes artigos começou a adquirir competências na obtenção e análise de informação empírica, que posteriormente utilizou nos seus trabalhos profissionais.
Em 1929, Kalecki candidatou-se a um emprego no Instituto de Investigação sobre Ciclos Económicos e Preços (Instytut Badania Koniunktur Gospodarczych i Cen) em Varsóvia e lá conseguiu um emprego devido à sua capacidade de utilizar estatísticas. Ele ficou lá por sete anos. Em 18 de junho de 1930 casou-se com Ada Szternfeld. No Instituto conheceu Ludwik Landau, cujo conhecimento de estatística influenciou o trabalho de Kalecki. Suas primeiras publicações foram de caráter prático e preocuparam-se em estabelecer relações entre macromagnitudes. O primeiro artigo que antecipou muitas contribuições subsequentes foi publicado em 1932 na revista Przegląd socjalistyczny ('A analise socialista'), sob o pseudônimo de Henryk Braun. O artigo tratou do impacto dos cortes salariais durante uma recessão econômica.

### Revolução de Kalecki e Keynes: 1933-1939
Em 1933, Kalecki escreveu Próba teorii koniunktury (“Uma tentativa de teoria do ciclo econômico”), um ensaio que reuniu muitas das questões que dominaram seu pensamento pelo resto de sua vida. No ensaio, Kalecki desenvolveu pela primeira vez uma teoria abrangente dos ciclos econômicos. Os fundamentos da sua teoria macroeconómica da demanda efetiva apresentada no artigo anteciparam ideias semelhantes publicadas três anos mais tarde por John Maynard Keynes em The General Theory of Employment, Interest and Money. Segundo Lawrence Klein (1951), Kalecki “criou um sistema que contém tudo de importante do sistema keynesiano, além de outras contribuições”. Numa introdução à tradução inglesa do ensaio de 1966, Joan Robinson escreveu: “A sua declaração nítida e concentrada proporciona uma melhor introdução à teoria geral do emprego, do juro e da moeda do que qualquer outra que já tenha sido produzida.”
Exceto por um pequeno número de economistas (em particular econometristas) familiarizados com o seu trabalho, as contribuições de Kalecki, originalmente em polaco, não obtiveram reconhecimento. Em outubro de 1933 ele leu seu ensaio para a Associação Internacional de Econometria em Leiden e em 1935 publicou-o em duas revistas importantes: Revue d'Economie Politique e Econometrica. Os leitores de nenhuma das revistas ficaram particularmente impressionados, mas o artigo recebeu comentários favoráveis de economistas importantes como Ragnar Frisch e Jan Tinbergen.
Em 1936, Kalecki protestou contra as ações politicamente motivadas tomadas pelo Instituto de Pesquisa contra seus colegas, incluindo Landau. Kalecki renunciou e, tendo recebido uma bolsa de estudos da Fundação Rockefeller, começou a trabalhar no exterior. Se ele não tivesse recebido a bolsa, a guerra teria apanhado Kalecki na Polónia e, dadas as suas origens judaicas, ele provavelmente não teria sobrevivido.

A bolsa permitiu que Kalecki viajasse com sua esposa para a Suécia, onde seguidores de Knut Wicksell tentavam formalizar uma teoria semelhante à de Kalecki. Na Suécia, em 1936, ele soube da publicação da Teoria Geral de Keynes. Kalecki estava a trabalhar numa elaboração abrangente das ideias econômicas que tinha desenvolvido anteriormente, mas tendo encontrado no livro de Keynes muito do que iria dizer, interrompeu o seu trabalho e viajou para Inglaterra. Ele primeiro visitou a London School of Economics e depois foi para Cambridge. Assim começou a sua amizade com Richard Kahn, Joan Robinson e Piero Sraffa, que deixou uma marca indelével em todos eles. Em 1937, Kalecki conheceu Keynes. A reunião foi tranquila e Keynes manteve-se distante. Embora as conclusões a que chegaram em seu trabalho fossem muito semelhantes, seus personagens não poderiam ser mais diferentes. Kalecki gentilmente esqueceu de mencionar que tinha prioridade de publicação. Como Joan Robinson afirmou:
    "A reivindicação de prioridade de publicação de Michal Kalecki é indiscutível. Com a devida dignidade acadêmica (o que, no entanto, é infelizmente bastante raro entre os estudiosos), ele nunca mencionou esse fato. E, de fato, exceto para os autores envolvidos, não é particularmente interessante saber que foi publicado pela primeira vez. O interessante é que dois pensadores, de pontos de partida políticos e intelectuais completamente diferentes, chegaram à mesma conclusão. Para nós, em Cambridge, foi um grande conforto."
Mais tarde, Kalecki sempre reconheceu que a "Revolução Keynesiana" era um nome apropriado para o movimento na economia, ao perceber a importância da posição estabelecida de Keynes, o reconhecimento que Keynes gozava e o seu papel decisivo na promoção e na eventual aceitação das ideias que Kalecki foi pioneiro.
Em 1939, Kalecki escreveu uma de suas obras mais importantes, Ensaios de Teoria das Flutuações Econômicas. Embora a sua concepção tenha mudado ao longo dos anos, todos os elementos essenciais da economia kaleckiana já estavam presentes neste trabalho: num certo sentido, as suas publicações subsequentes consistiriam em meras elaborações sobre as ideias aqui propostas.
Embora Kalecki estivesse geralmente entusiasmado com a Revolução Keynesiana, no seu artigo Aspectos Políticos do Pleno Emprego, que Anatole Kaletsky chamou de um dos documentos econômicos mais prescientes alguma vez publicados, ele previu que ela não iria durar. Kalecki acreditava que o pleno emprego proporcionado pela política keynesiana acabaria por levar a uma classe trabalhadora mais assertiva e ao enfraquecimento da posição social dos líderes empresariais, fazendo com que a elite reagisse à erosão do seu poder político e forçasse um deslocamento dessa política, em apesar dos lucros serem maiores do que sob um sistema laissez-faire.

### Anos da Segunda Guerra Mundial: 1939-1945
Kalecki foi contratado pelo Instituto de Estatística de Oxford (OIS) no início de 1940. Seu trabalho consistia principalmente em escrever análises estatísticas e econômicas para o governo britânico sobre a gestão da economia de guerra. Ocasionalmente, ele dava palestras na Universidade de Oxford. Os elaborados relatórios que Kalecki preparou para o governo eram principalmente sobre o racionamento de bens, e o esquema que ele desenvolveu estava muito próximo das políticas adotadas mais tarde, quando o racionamento foi introduzido. De acordo com George Feiwel, "o trabalho de Kalecki sobre o período da guerra é muito menos conhecido do que merece ser".
Vários dos artigos de Kalecki durante a guerra foram dedicados ao tema da inflação. Ele argumentou, por motivos econômicos, contra os esforços do governo para suprimir a inflação através da regulação oficial dos preços e da estabilização salarial do governo (congelamento dos salários), recomendando em cada caso o racionamento econômico (especialmente o sistema de racionamento completo em vez do programa de estabilização salarial).
Algumas das principais obras de Kalecki foram escritas durante este período. Em 1943 ele produziu dois artigos, um tratando de novas adições à teoria tradicional dos ciclos econômicos e outro apresentando sua teoria completamente original dos ciclos econômicos causados por eventos políticos. Este último foi publicado em 1944 e baseava-se na premissa do pleno emprego. Foi uma compilação de estudos de Kalecki e seus colegas do OIS, que foram fortemente influenciados por Kalecki'.
Em 1945, Kalecki deixou o OIS porque sentiu que seus talentos não eram suficientemente apreciados. Ele demonstrou grande modéstia em relação ao seu trabalho e não esperava um salário alto, mas ficou ofendido por ter sido discriminado por causa de sua condição de imigrante. Um dos motivos pelos quais ele não foi nomeado para um cargo mais importante foi o fato de não ter se candidatado para se tornar um súdito britânico.

### Anos do pós-guerra: 1945-1955
Kalecki foi para Paris por um tempo, depois mudou-se para Montreal, onde permaneceu quinze meses trabalhando na Repartição Internacional do Trabalho. Em julho de 1946, aceitou o convite do governo polaco para chefiar o Gabinete Central de Planeamento do Ministério da Economia, mas saiu alguns meses depois. No final de 1946, assumiu o cargo de Diretor Adjunto do Departamento de Assuntos Econômicos do Secretariado das Nações Unidas em Nova York. Lá permaneceu até 1955, preparando principalmente os Relatórios Econômicos Mundiais. Kalecki renunciou ao cargo como resultado das pressões macarthistas. Argumentou-se que ele foi punido por motivos políticos (foi-lhe atribuída uma posição de planeador econômico não merecida). Ele ficou deprimido com a caça às bruxas do senador Joseph McCarthy, já que muitos de seus amigos próximos foram diretamente afetados. Denunciado no Senado dos EUA como um defensor do comunismo, Kalecki acabou por não conseguir alcançar o sucesso profissional nos EUA (embora tenha influenciado os futuros pós-keynesianos lá), ao contrário da Inglaterra, onde teve um grande número de seguidores e foi apoiado especialmente por sua amiga Joan Robinson.

### Na Polônia comunista: 1955-1968
Em 1955, Kalecki regressou à Polônia, para nunca mais trabalhar no estrangeiro por um período prolongado. Esperançoso por uma oportunidade de participar em reformas que fossem socialmente vantajosas, ele acreditava que o socialismo evitaria as misérias trazidas pelas políticas capitalistas. Tornou-se conselheiro econômico do Gabinete do Conselho de Ministros. Em 1957, foi nomeado presidente da Comissão Central para Planejamento de Perspectiva. O plano de perspectiva tinha um horizonte temporal de 1961 a 1975 e significava basicamente uma implementação prática das teorias de crescimento de Kalecki nas economias socialistas. No entanto, o plano final desenvolvido por Kalecki foi rejeitado pelos membros do conselho como derrotista. Aí as coisas pioraram, conforme relata Feiwel:
"Em 1959, os formuladores de políticas abandonaram completamente a racionalidade e voltaram ao "planejamento viva". As restrições à taxa de crescimento foram desconsideradas sob o feitiço de otimismo gerado pelo bom desempenho em 1956-57. Embora Kalecki tenha permanecido na Comissão da Perspectiva Planejando mais um ano além de 1959, todos os envolvidos sabiam que se tratava de uma função pro forma. O final de 1958 marcou o início da erosão de sua influência."
Ainda ocupando alguns de seus cargos governamentais, Kalecki passou grande parte do resto de sua vida profissional no ensino e na pesquisa, como professor universitário desde 1956 (Escola Central de Planejamento e Estatística e Universidade de Varsóvia) e membro da Academia Polonesa de Ciências. de 1957. Em 1959, começou a dirigir um seminário sobre problemas socioeconômicos do Terceiro Mundo, junto com Oskar R. Lange e Czesław Bobrowski. Ele foi fundamental no estabelecimento e funcionamento do Departamento de Problemas Econômicos nos Países em Desenvolvimento, operado em conjunto pela Universidade de Varsóvia e pela Escola de Planejamento e Estatística.
Quando a crise política polaca de 1968 se desenrolou, Kalecki retirou-se em protesto contra a onda de despedimentos e despedimentos anti-semitas que afetaram muitos dos seus colegas.
Ele também dedicou esse período ao estudo da matemática. Em parte, isso foi uma continuação do interesse que ele teve quando era jovem e generalizou o teorema de Pascal. Suas investigações agora se concentravam na teoria dos números e na probabilidade. O envolvimento de Kalecki na matemática ajudou-o a aliviar a extrema decepção causada pela falta de poder para ajudar o seu país na política económica.

### Na aposentadoria: 1968-1970
Kalecki continuou escrevendo artigos de pesquisa. Durante sua última visita a Cambridge em 1969, foi comemorado seu septuagésimo aniversário. Kalecki deu uma palestra universitária sobre as teorias do crescimento sob vários sistemas sociais, após a qual foi muito aplaudido pela solidez dos seus argumentos, bem como pela trajetória geral da sua vida.
Keynes havia dito que o conhecimento das leis que regem a economia capitalista tornaria as pessoas mais prósperas, felizes e mais responsáveis em relação às decisões económicas tomadas. Kalecki contestou esta opinião, argumentando que a ideia de ciclo econômico político (os governos podem forçar situações em seu benefício) parece apontar na direcção oposta. À medida que envelhecia, Kalecki estava cada vez mais convencido disso e a sua visão da humanidade tornava-se cada vez mais pessimista.

Michał Kalecki morreu em 18 de abril de 1970, aos 70 anos, e embora estivesse amargamente decepcionado com os desenvolvimentos políticos, viveu o suficiente para ver o reconhecimento do valor das suas muitas contribuições originais para a economia. Feiwel escreveu o seguinte resumo da vida de Kalecki:
"Com a morte de Michal Kalecki,O mundo perdeu um indivíduo único de princípios extremamente elevados, energia poderosa e mente brilhante, e a economia perdeu um modelo e uma inspiração. Seu legado, porém, não pode ser apagado. ... Ele exigia perfeição, ou pelo menos um compromisso total com esse objetivo, não podia tolerar pensamentos desleixados ou mentes superficiais e, o que é mais significativo, simplesmente não comprometeria seus princípios. Olhando para trás, para seus anos conturbados, Kalecki certa vez fez a triste mas verdadeira observação de que a história de sua vida poderia ser comprimida em uma série de renúncias em protesto contra a tirania, o preconceito e a opressão."
Segundo seus biográfos e depoimentos de pessoas próximas (incluindo Joan Robinson), aparentemente Kalecki e Keynes nunca trocaram impressões sobre a similaridade e convergência entre suas teorias e muito menos discutiram sobre quem as teria formulado primeiro. Como escreve Robinson:
A reivindicação de Michał Kalecki de prioridade da publicação é indiscutível. Com a dignidade academicamente adequada (que, contudo, é infelizmente bastante rara entre os acadêmicos) ele nunca mencionou esse fato. E, de fato, exceto para os autores em questão, não é particularmente interessante saber quem primeiro imprimiu. O interessante é dois pensadores, com pontos de partida políticos e intelectuais tão diversos, terem chegado à mesma conclusão. Para nós, em Cambridge, foi reconfortante.

## Contribuições teóricas

### Visão geral
Apesar de Kalecki ser o autor de muitas construções económicas teóricas, o seu interesse pela economia era mais prático do que académico e resultou que seu trabalho em engenharia, jornalismo, investigação de crédito se utilizou muito de estatísticas e observação de operações comerciais. O ensino universitário a tempo inteiro, para o qual não possuía qualificação formal (licenciatura), exerceu-o apenas durante os últimos treze anos da sua carreira. Ele desprezava a investigação abstrata e recusou o convite de Keynes para realizar uma crítica ao trabalho econométrico sobre ciclos económicos de Jan Tinbergen, para o qual também lhe faltaria um conhecimento profundo da teoria estatística.
Kalecki sublinhou que os modelos de crescimento econômico predominantes foram construídos no pressuposto de um capitalismo laissez-faire idealizado e não tiveram devidamente em conta o papel crucial e empiricamente demonstrável do setor governamental, a intervenção do Estado e a interação entre o Estado e os setores privados.

Em 1943, Kalecki escreveu: '... a “disciplina nas fábricas” e a “estabilidade política” são mais apreciadas pelos líderes empresariais do que os lucros. O seu instinto de classe diz-lhes que o pleno emprego duradouro não é saudável do seu ponto de vista e que o desemprego é parte integrante do sistema capitalista normal. 
"Os capitalistas querem, portanto, limitar a intervenção e os gastos do governo como perturbações do laissez-faire que reduzem o seu "estado de confiança" no desempenho económico global, com a notável excepção dos gastos com armamento e das políticas que levam ao aumento dos gastos com armamento (o último ponto Kalecki enfatizado novamente em 1967)."
A economia de Kalecki baseava-se, de forma mais explícita e sistemática do que a de Keynes, no princípio do fluxo circular de rendimento que remonta ao fisiocrata François Quesnay. De acordo com esse princípio, o rendimento é determinado por decisões de despesa e não pela troca de recursos (capital ou trabalho). Kalecki e Keynes afirmaram que na economia capitalista, os níveis de produção e de emprego (equilíbrio econômico) são determinados principalmente pela magnitude do investimento das empresas (o "motor crucial do ciclo econômico"), e não pela flexibilidade de preços e salários. A poupança é determinada pelos investimentos, e não o contrário. Ao contrário da economia ricardiana, marxista e neoclássica, Kalecki afirmou que salários mais elevados levam a um emprego mais pleno. Sua teoria monetária estava enraizada na teoria do ciclo econômico de Knut Wicksell. O fluxo circular de renda de Quesnay caiu em descrédito na economia política do século XIX, quando a ideia de que os preços integram as decisões cambiais ganhou terreno, mas foi revivida por Joseph Schumpeter, que apontou a necessidade de considerar o fluxo circular de renda (reconhecimento de o ciclo econômico) como fator integrador, a fim de obter uma compreensão abrangente do processo económico total num determinado período. O princípio foi descartado novamente com a chegada da dominação neoliberal na economia e sua principal corrente definida pelos preços de equilíbrio econômico. O economista Jan Toporowski disse que a teoria do ciclo econômico de Kalecki continua sendo "o desafio mais sério para a macroeconomia de equilíbrio geral", que prevaleceu desde o final do século XIX. Mais do que Keynes, Kalecki era cético quanto à capacidade do governo de sustentar políticas de estímulo fiscal e monetário ou de apoio empresarial ao pleno emprego.
Tal como Keynes, Kalecki estava preocupado com a gestão da procura. Kalecki distinguiu três formas de estimular a procura: 
- através da melhoria das condições do governo para o investimento privado (um processo demorado e oneroso para a população em relação ao qual ele era cético);
- através da redistribuição do rendimento dos lucros para os salários;
- através do investimento público que aumenta o emprego. e demanda automaticamente.

Kalecki estava engajado nos problemas dos países em desenvolvimento. Ele argumentou que a sua industrialização dependia da reforma agrária e da tributação dos proprietários de terras e das classes médias. Ele estava cético quanto ao papel positivo do investimento direto estrangeiro no estímulo à modernização econômica. O economista polonês Oskar Lange, que trabalhou com Kalecki também nas economias socialistas centralmente planejadas do Bloco Soviético, caracterizou-o como um "keynesiano de esquerda".
Segundo Toporowski, a teoria monetária de Kalecki é de particular importância. Ao contrário de Keynes, Kalecki considerava o crédito como um sistema fundamental de cálculo financeiro na economia capitalista, e não apenas como compensação de pagamentos entre bancos comerciais e um banco central. Ele via a política monetária como endógena ao ciclo económico, dependente do investimento empresarial e não das taxas de juro e da política de crédito dos bancos centrais. Ao contrário de Keynes, que seguiu a abordagem do equilíbrio parcial, para Kalecki a dinâmica econômica era sinónimo de ciclo econômico, onde “o fluxo circular de rendimento gera mudanças cumulativas de um período para outro". Kalecki e Lange enfatizaram a necessidade de análise do capitalismo em funcionamento real tanto nos países avançados quanto nos países em desenvolvimento, antes que teorias econômicas pudessem ser construídas ou cursos de ação prescritos. Estudos de Kalecki das empresas capitalistas incluíam as suas finanças, padrões de investimento e factores que influenciam o investimento, tais como o desenvolvimento dos mercados financeiros, condições microeconômicas e intervenções fiscais governamentais.

### Equação de lucro
O volume de literatura econômica escrita por Kalecki durante sua vida foi muito grande. Embora na maioria dos seus artigos tenha voltado aos mesmos temas (ciclos econômicos, determinantes do investimento, economia planificada), muitas vezes o fez a partir de uma perspectiva ligeiramente invulgar e com contribuições originais.
A contribuição mais famosa de Kalecki é a sua equação de lucro. Kalecki, cujas primeiras influências vieram de economistas marxistas, pensava que o volume de lucros e a sua partilha numa sociedade capitalista eram pontos vitais a serem tratados. Isto decorreu do trabalho de Karl Marx sobre relações como a taxa de mais-valia ou a composição orgânica do capital (e até mesmo uma previsão sobre a tendência geral dos lucros). Contudo, Marx não foi capaz de fazer uma declaração significativa sobre o volume total de lucros num determinado período.
Kalecki derivou esta relação de uma forma extremamente concisa, elegante e intuitiva. Começa por fazer simplificações que depois vai eliminando progressivamente. Essas suposições são:
- Dividia toda a economia em dois grupos: os trabalhadores, que ganham apenas salários, e os capitalistas, que ganham apenas lucros.
- Os trabalhadores não poupam.
- A economia está fechada (não existe comércio internacional) e não existe setor público.

Com essas suposições, Kalecki deriva a seguinte identidade contábil:
{\displaystyle P+W=CW+CP+I}
onde {\displaystyle P} é o volume dos lucros brutos (lucros mais depreciação), {\displaystyle W} é o volume dos salários totais, {\displaystyle Cp} é o consumo dos capitalistas, {\displaystyle Cw} é o consumo dos trabalhadores e {\displaystyle I} é o investimento bruto que foi feito na economia. Como supomos trabalhadores que não poupam (ou seja, {\displaystyle W=Cw} na equação anterior), podemos simplificar os dois termos e chegar a:
{\displaystyle P=Cp+I}
Esta é a famosa equação dos lucros, que diz que os lucros são iguais à soma do investimento e do consumo dos capitalistas.

Neste ponto, Kalecki prossegue determinando o nexo causal entre os dois lados da equação: o consumo e o investimento dos capitalistas determinam os lucros ou os lucros determinam, em vez disso, o consumo e o investimento dos capitalistas? Kalecki diz:
“A resposta a esta questão depende de qual destes itens está diretamente sujeito às decisões dos capitalistas. Agora, é claro que os capitalistas podem decidir consumir e investir mais num determinado período do que no anterior, mas não podem decidir ganhar mais. São, portanto, as suas decisões de investimento e consumo que determinam os lucros, e não o contrário"
Para alguém que nunca tenha visto a relação anterior antes, pode, após examinar, parecer um tanto paradoxal. Se os capitalistas consumirem mais, obviamente a quantidade de fundos que possuem no final do ano deverá ser menor. Contudo, este raciocínio, óbvio para o empresário individual, não é verdadeiro para a classe empresarial como um todo, uma vez que o consumo de um capitalista passa a fazer parte dos lucros de outro. De certa forma, «eles são donos do seu destino».
Se na equação anterior movermos o consumo dos capitalistas para a esquerda, a equação se tornará:
{\displaystyle S=I}
uma vez que os lucros menos o consumo dos capitalistas são a poupança total {\displaystyle S} na economia, porque os trabalhadores não poupam. A relação causal anterior ainda se aplica e vai do investimento à poupança. Ou seja, a poupança total é determinada uma vez determinado o investimento. Portanto, de alguma forma, o investimento gera recursos suficientes. “O investimento financia-se a si próprio”, de modo que a igualdade entre poupança e investimento não é causada por qualquer mecanismo de taxas de juro, como pensavam os economistas anteriores. Finalmente, podemos eliminar os pressupostos da equação original: a economia pode ser aberta, pode haver um setor governamental e podemos deixar os trabalhadores pouparem alguma coisa. A equação resultante é:
Falhou a verificação gramatical (SVG (MathML pode ser ativado através de uma extensão do ''browser''): Resposta inválida ("Math extension cannot connect to Restbase.") do servidor "http://localhost:6011/pt.wikipedia.org/v1/":): {\displaystyle \textstyle P_{N}=C_{P}+I+D_{g}+E_{e}-S_{w}\,\ }

Neste modelo, os lucros totais (desta vez impostos líquidos) são a soma do consumo dos capitalistas, do investimento, do déficet público, do excedente externo líquido (exportações menos importações) menos as poupanças dos trabalhadores. Antes de tentar explicar a distribuição de rendimento, Kalecki introduz alguns pressupostos comportamentais na sua equação simplificada de lucros. Para ele, o investimento é determinado por uma combinação de muitos fatores de difícil explicação, considerados dados, exógenos. Quanto ao consumo dos capitalistas, considera que uma forma simplificada é a seguinte equação:
{\displaystyle \textstyle C_{P}=A+q\cdot P\,\ }
Ou seja, o consumo dos capitalistas depende de uma parte fixa (parte independente), o termo {\displaystyle A}, e de uma parcela proporcional dos lucros, o termo {\displaystyle q}, que é chamada de propensão marginal a consumir dos capitalistas. Se esta função consumo for substituída na equação do lucro, temos:
{\displaystyle \textstyle P=A+q\cdot P+I\,\ }
Expresso em termos de Falhou a verificação gramatical (SVG (MathML pode ser ativado através de uma extensão do ''browser''): Resposta inválida ("Math extension cannot connect to Restbase.") do servidor "http://localhost:6011/pt.wikipedia.org/v1/":): {\displaystyle P}
 temos:
{\displaystyle \textstyle P={\frac {A+I}{1-q}}\,\ }
A vantagem da manipulação acima é que reduzimos os dois determinantes dos rendimentos (consumo e investimento dos capitalistas) a apenas um (investimento).

### Distribuição de renda e constância da participação nos salários
A distribuição de renda é o outro pilar dos esforços de Kalecki para construir uma teoria do ciclo econômico. Para fazer isso, Kalecki assume que as indústrias competem em mercados imperfeitamente competitivos, mais particularmente em mercados oligopolísticos onde as empresas estabelecem uma margem sobre os seus custos médios variáveis (matérias-primas, salários dos empregados no chão de fábrica que deveriam ser variáveis) em para cobrir as suas despesas gerais (salários da gestão superior e da administração), para obter um determinado lucro. A margem fixada pelas empresas é maior ou menor dependendo do grau de monopólio ou da facilidade com que as empresas podem aumentar os preços sem causar redução na quantidade procurada. Isso pode ser resumido na seguinte equação: 
{\displaystyle \textstyle P+B=k\cdot (W+M)\,\ }
onde {\displaystyle P} e {\displaystyle W} são lucros e salários, Falhou a verificação gramatical (SVG (MathML pode ser ativado através de uma extensão do ''browser''): Resposta inválida ("Math extension cannot connect to Restbase.") do servidor "http://localhost:6011/pt.wikipedia.org/v1/":): {\displaystyle K}
 é o mark-up médio para toda a economia, {\displaystyle M} é o custo das matérias-primas e {\displaystyle B} é o valor total de salários (que devem ser diferenciados dos salários, representados por variáveis, enquanto os salários são considerados fixos). A equação permite-nos derivar a participação dos salários no rendimento nacional. Se somarmos a ambos os membros {\displaystyle W} e passarmos um para o outro lado, teremos: 
{\displaystyle \textstyle Y=k\cdot (W+M)+W\,\ }
Se multiplicarmos cada lado por{\displaystyle W}, e passarmos para o outro termo, teremos:
{\displaystyle \alpha ={\frac {W}{W+k\cdot (W+M)}}\,\ }
ou:
Falhou a verificação gramatical (SVG (MathML pode ser ativado através de uma extensão do ''browser''): Resposta inválida ("Math extension cannot connect to Restbase.") do servidor "http://localhost:6011/pt.wikipedia.org/v1/":): {\displaystyle \alpha ={\frac {1}{1+k\cdot (1+j)}}\,\ }

onde α é a participação dos salários na renda nacional e {\displaystyle J} é a relação entre o custo das matérias-primas e os salários. Daqui resulta que a participação dos salários no rendimento nacional depende negativamente da margem de lucro e da relação entre os custos das matérias-primas e os salários. Neste ponto, o interesse de Kalecki é descobrir o que acontece com a parcela salarial durante o ciclo econômico. Durante as recessões, as empresas colaboram entre si para fazer face à queda dos lucros, pelo que o grau de monopólio aumenta e isto aumenta a margem. O parâmetro {\displaystyle K} sobe. No entanto, a falta de procura durante as recessões provoca uma queda no preço das matérias-primas, pelo que o parâmetro {\displaystyle J} diminui. O argumento é simétrico durante o boom: os preços das matérias-primas sobem enquanto a força dos sindicatos devido ao aumento do nível de emprego faz com que o grau de monopólio e, portanto, o nível de margem de lucro caiam. A conclusão é que o parâmetro α é aproximadamente constante ao longo do ciclo económico.
Finalmente, precisamos de uma equação que determine o produto total de uma economia:
{\displaystyle 1-\alpha ={\frac {P+B}{Y}}\,\ }
o que quer dizer que a parcela dos lucros e os salários são o complemento da parcela dos salários. Resolvendo para {\displaystyle Y} dá:
{\displaystyle Y={\frac {P+B}{1-\alpha }}\,\ }
Agora temos os três componentes necessários para determinar o produto total: uma equação de lucros, uma teoria de distribuição de rendimento e uma equação que liga o produto aos lucros e à distribuição de rendimento. Resta apenas substituir a expressão por {\displaystyle P} que obtivemos antes:
{\displaystyle Y={\frac {{\frac {I+A}{1-q}}+B}{1-\alpha }}\,\ }
A equação anterior mostra a determinação da renda num sistema fechado sem setor público. Mostra que a produção é completamente determinada pelo investimento. Como a produção mudará de um período para o outro? Na medida em que assumimos que {\displaystyle A} e Falhou a verificação gramatical (SVG (MathML pode ser ativado através de uma extensão do ''browser''): Resposta inválida ("Math extension cannot connect to Restbase.") do servidor "http://localhost:6011/pt.wikipedia.org/v1/":): {\displaystyle B}
 são constantes, a fórmula acima se resume ao multiplicador:
{\displaystyle \Delta Y={\frac {\Delta I}{(1-q)\cdot (1-\alpha )}}\,\ }
O problema da mudança na produção e, portanto, no ciclo econômico deve-se, portanto, a mudanças no volume de investimento. Segue-se que é no investimento que devemos encontrar as razões das flutuações de uma economia capitalista.

### Determinantes do investimento
O argumento acima demonstra o papel crucial desempenhado pelo investimento num sistema capitalista. Encontrar uma função de investimento bem especificada facilitaria a resolução de muitos problemas na economia capitalista. Este assunto foi tratado por um longo período por Kalecki, e ele nunca ficou completamente satisfeito com suas soluções. Isto porque os fatores que determinam as decisões de investimento são múltiplos e nem sempre claros. O que se segue é a solução que Kalecki deu num dos seus livros.
A função de investimento de Kalecki no estudo dos ciclos econômicos é a seguinte:
{\displaystyle D=a\cdot S+b\cdot {\frac {\Delta P}{\Delta t}}-c\cdot {\frac {\Delta K}{\Delta t}}+d\,\ }
onde {\displaystyle D} é a quantidade de decisões de investimento em capital fixo, Falhou a verificação gramatical (SVG (MathML pode ser ativado através de uma extensão do ''browser''): Resposta inválida ("Math extension cannot connect to Restbase.") do servidor "http://localhost:6011/pt.wikipedia.org/v1/":): {\displaystyle a}
 , {\displaystyle b} e {\displaystyle c} são parâmetros que especificam uma relação linear, {\displaystyle d} é uma constante que pode variar no longo prazo, Falhou a verificação gramatical (SVG (MathML pode ser ativado através de uma extensão do ''browser''): Resposta inválida ("Math extension cannot connect to Restbase.") do servidor "http://localhost:6011/pt.wikipedia.org/v1/":): {\displaystyle P}
 são os lucros, {\displaystyle S} é a poupança bruta gerada pela empresa e {\displaystyle K} é o estoque de capital fixo. A equação mostra que as decisões de investimento dependem positivamente das poupanças geradas pela empresa, da taxa de variação dos lucros, uma constante que está sujeita a alterações a longo prazo, e negativamente do aumento do capital fixo.

A equação acima é capaz de gerar ciclos por si só. Durante os booms, as empresas conseguem gerar mais fluxo de caixa e desfrutar de aumentos nos lucros. Contudo, o aumento das ordens de investimento de capital aumenta o stock de capital, até que se torne não rentável fazer mais investimentos. Em última análise, as variações no nível de investimento geram os ciclos económicos. Como diria Kalecki:
"A tragédia do investimento é que ele provoca crises porque é útil. Sem dúvida, muitas pessoas considerarão isto paradoxal. Mas não é a teoria que é paradoxal, mas o seu tema – a economia capitalista."

### Planejamento socialista e o ciclo político econômico
Além destes, Kalecki também desenvolveu outros temas. Talvez dois dos mais notáveis deles sejam toda a sua teoria de economia planificada e a sua teoria do ciclo econômico. Em relação ao primeiro deles, a maior parte de seus pensamentos está em uma de suas últimas coletâneas de ensaios, e trata de temas como o comércio exterior em uma economia socialista, o crescimento econômico ou a proporção ótima entre os bens de capital e as indústrias de bens de consumo.
No que diz respeito ao tema do ciclo econômico, é o fundador de uma longa série de estudos que têm sido realizados sobre o assunto. Esta teoria diz basicamente que o Governo pode aumentar ou reduzir o desemprego voluntariamente para defender os seus interesses. Ele geralmente tentará reduzi-lo quando as eleições estão próximas e aumentá-lo quando as eleições forem realizadas, a fim de poder “disciplinar” os trabalhadores, deixando os seus salários reais baixarem e permitindo que os capitalistas obtenham uma parcela maior de o produto total, que no final são os que têm mais peso nas decisões do Estado. Uma aplicação da abordagem de Kalecki à actual crise econômica em Espanha e na Europa ainda é viável.

## Influência
O pensamento de Kalecki sobre o funcionamento do sistema econômico capitalista e a demanda efetiva tem  influências de autores como Rosa Luxemburgo e Mikhail Tugan-Baranovski, além de Lênin e Marx, a partir da questão dos esquemas de reprodução, das teorias de transformação de valores em preços e das explicações marxistas sobre a causa das crises do capitalismo.
Assim como os keynesianos, Kalecki fala sobre as flutuações econômicas, relacionando-as com as oscilações no patamar da demanda efetiva da economia, enfatizando a importância da sobreacumulação e do subinvestimento na determinação do nível da demanda efetiva frente à demanda potencial, isto é, a variação do nível do estoque de capital e do investimento na determinação do nível de produto nacional da economia.
Keynes fala da determinação do nível de investimento pelas expectativas dos agentes econômicos, principalmente dos empresários  que formam o estoque de capital. Essa expectativa  por sua vez é  determinada pelo grau de incerteza  e pela aversão ao  risco — aquilo que Keynes denominou "espírito animal". Ele também destaca a importância do mercado financeiro e do gasto público sobre a demanda efetiva e na reversão das expectativas dos agentes.
Kalecki também defende que no capitalismo, as flutuações econômicas seriam em geral, cíclicas. O chamado ciclo econômico refere-se às flutuações recorrentes e periódicas da atividade econômica a longo prazo, determinadas pela variação do nível de lucro dos empresários e de investimento na expansão ou reposição do estoque de capital.
Michal Kalecki também estabelece que há uma relação entre o ciclo econômico e a tendência da economia, isto é, nível de investimento, produto nacional e desenvolvimento das forças produtivas. Assim, a sucessão de ciclos no longo prazo, tomados de maneira agregada, faz com que se possa apontar uma tendência no funcionamento da economia e na variação direcional do produto nacional. Essa tendência por sua vez, é determinada por fatores tecnológicos, político-econômicos e pela luta de classes.
Na primeira metade da década de 1990, a Oxford University Press publicou 7 volumes de Collected Works of Michal Kalecki, referindo-se a ele como "um dos mais ilustres economistas do século XX". Muitas de suas obras foram traduzidas para o inglês pela primeira vez nesta coleção.
O trabalho de Kalecki inspirou os pós-keynesianos de Cambridge (Reino Unido), especialmente Joan Robinson, Nicholas Kaldor e Richard M. Goodwin, bem como os modernos economistas pós-keynesianos americanos.. Assim como Natalia Moszkowska, Henryk Grossman e Athanasios Asimakopoulos.

## Publicações

### Em português
- Teoria da Dinâmica Econômica - considerada a sua maior obra, na qual Kalecki realiza uma síntese de seu desenvolvimento teórico acerca do funcionamento da economia capitalista, especialmente da demanda efetiva. Formular também a relação entre ciclo econômico e tendência.
- Teoria do Crescimento em Economia Socialista - apresenta uma formulação teórica acerca do funcionamento da economia socialista. Trata-se de uma coletânea de artigos escritos durante sua participação no governo polaco.
- Kalecki (Coleção Grandes Cientistas Sociais) - coletâna de artigos organizada pelo economista brasileiro Jorge Miglioli, que traz uma panorâmica geral sobre a obra de Kalecki. O livro é parte da coleção Grandes Cientistas Sociais, organizada por Florestan Fernandes.
- Crescimento e Ciclo das Economia Capitalista - coletânea de artigos organizada também por Jorge Miglioli.

### Em inglês
- Mr Keynes's Predictions, 1932, Przegląd Socjalistyczny.
- An Essay on the Theory of the Business Cycle ('Próba teorii koniunktury'), 1933.
- On foreign trade and domestic exports, 1933, Ekonomista.
- A Macrodynamic Theory of Business Cycles, 1935, Econometrica.
- The Mechanism of Business Upswing ('El mecanismo del auge económico'), 1935, Polska Gospodarcza.
- Business upswing and the balance of payments ('El auge económico y la balanza de pagos'), 1935, Polska Gospodarcza.
- Some Remarks on Keynes's Theory, 1936, Ekonomista.
- A Theory of the Business Cycle, 1937, Review of Economic Studies.
- A Theory of Commodity, Income and Capital Taxation, 1937, Economic Journal.
- The Principle of Increasing Risk, 1937, Económica.
- The Determinants of Distribution of the National Income, 1938, Econometrica.
- Essays in the Theory of Economic Fluctuations, 1939.
- A Theory of Profits, 1942, Economic Journal.
- Studies in Economic Dynamics, 1943.
- [1]Political Aspects of Full Employment, 1943, Political Quarterly].
- Economic Implications of the Beveridge Plan (1943)
- Professor Pigou on the Classical Stationary State, 1944, Economic Journal.
- Three Ways to Full Employment, 1944 in Economics of Full Employment.
- On the Gibrat Distribution, 1945, Econometrica.
- A Note on Long Run Unemployment, 1950, Review of Economic Studies.
- Theory of Economic Dynamics: An Essay on Cyclical and Long-Run Changes in Capitalist Economy, 1954. 1965 reprint.
- Observations on the Theory of Growth, 1962, Economic Journal.
- Studies in the Theory of Business Cycles, 1933–1939, 1966.
- The Problem of Effective Demand with Tugan-Baranovski and Rosa Luxemburg, 1967, Ekonomista.
- The Marxian Equations of Reproduction and Modern Economics, 1968, Social Science Information.
- Trend and the Business Cycles Reconsidered, 1968, Economic Journal.
- Class Struggle and the Distribution of National Income ('Lucha de clases y distribución del ingreso'), 1971, Kyklos.
- Selected Essays on the Dynamics of the Capitalist Economy, 1933–1970, 1971.
- Selected Essays on the Economic Growth of the Socialist and the Mixed Economy, 1972.
- The Last Phase in the Transformation of Capitalism, 1972.
- Essays on Developing Economies, 1976.
- Collected Works of Michał Kalecki (seven volumes), Oxford University Press, 1990–1997.

### Em polonês
- Próba teorii koniunktury (1933)
- Szacunek dochodu społecznego w roku 1929 (1934, with Ludwik Landau)
- Dochód społeczny w roku 1933 i podstawy badań periodycznych nad zmianami dochodu (1935, with Ludwik Landau)
- Teoría cyklu koniunkturalnego (1935)
- Płace nominalne i realne (1939)
- Teoría dynamiki gospodarczej (1958)
- Zagadnienia finansowania rozwoju ekonomicznego (1959, in: Problemy wzrostu ekonomicznego krajów słabo rozwiniętych, edited by Ignacy Sachs and Jerzy Zdanowicz)
- Uogólnienie wzoru efektywności inwestycji (1959, with Mieczysław Rakowski)
- Polityczne aspekty pełnego zatrudnienia (1961)
- O podstawowych zasadach planowania wieloletniego (1963)
- Zarys teorii wzrostu gospodarki socjalistycznej (1963)
- Model ekonomiczny a materialistyczne pojmowanie dziejów (1964)
- Dzieła (1979–1980, 2 volumes)

## Ver tambem
- Neo-ricardianismo
- Neo-marxismo